# Juste un rêve
Albums de Tal
 TΛL
(2016)
Singles
1. Mondial
Sortie : 8 mars 2018
2. Juste un rêve
Sortie : 8 juin 2018
3. A.D.N.
Sortie : 13 juillet 2018
4. L'amour me donne des ailes
Sortie : 9 novembre 2018

Juste un rêve est le quatrième album de la chanteuse Tal, sorti le 8 juin 2018 sous le label Warner Music France.

## Liste des pistes
| Édition standard | Édition standard           | Édition standard                                                          | Édition standard                                                                | Édition standard                                                       | Édition standard | Édition standard | Édition standard | Édition standard | Édition standard |
| No               | Titre                      | Paroles                                                                   | Musique                                                                         | Réalisateur(s)                                                         | Durée            |                  |                  |                  |                  |
| ---------------- | -------------------------- | ------------------------------------------------------------------------- | ------------------------------------------------------------------------------- | ---------------------------------------------------------------------- | ---------------- | ---------------- | ---------------- | ---------------- | ---------------- |
| 1.               | Carpe diem                 | Tal Benyezri, Sam's                                                       | Tal Benyezri, Ludovic Carquet, Therry Marie-Louise, Ralph Beaubrun              | Tal Benyezri, Ludovic Carquet & Therry Marie-Louise pour LNT Musik SAS | 3:24             |                  |                  |                  |                  |
| 2.               | A.D.N.                     | Tal Benyezri, Raphaël Herrerias, Sam's                                    | Tal Benyezri, Ludovic Carquet, Therry Marie-Louise, Ralph Beaubrun              | Tal Benyezri, Ludovic Carquet & Therry Marie-Louise pour LNT Musik SAS | 3:14             |                  |                  |                  |                  |
| 3.               | Mondial                    | Tal Benyezri, Soprano, Ralph Beaubrun                                     | Tal Benyezri, Ludovic Carquet, Therry Marie-Louise, Ralph Beaubrun              | Tal Benyezri, Ludovic Carquet & Therry Marie-Louise pour LNT Musik SAS | 3:13             |                  |                  |                  |                  |
| 4.               | Madame Officiel            | Tal Benyezri, Sam's, Therry Marie-Louise                                  | Tal Benyezri, Ludovic Carquet, Therry Marie-Louise, Ralph Beaubrun              | Tal Benyezri, Ludovic Carquet & Therry Marie-Louise pour LNT Musik SAS | 3:01             |                  |                  |                  |                  |
| 5.               | Jambo                      | Tal Benyezri, Samuel Kamanzi, Ben Mazué                                   | Tal Benyezri, Ben Mazué, Fred Savio, Felipe Saldivia, Freddy Marche             | Tal Benyezri, Felipe Saldivia, Fred Savio                              | 3:00             |                  |                  |                  |                  |
| 6.               | Juste un rêve              | Tal Benyezri, Sam's, Therry Marie-Louise                                  | Tal Benyezri, Ludovic Carquet, Therry Marie-Louise, Ralph Beaubrun              | Tal Benyezri, Ludovic Carquet & Therry Marie-Louise pour LNT Musik SAS | 3:21             |                  |                  |                  |                  |
| 7.               | War (feat. Wyclef Jean)    | Tal Benyezri, Therry Marie-Louise, Wyclef Jean                            | Tal Benyezri, Wyclef Jean, Ludovic Carquet, Therry Marie-Louise, Ralph Beaubrun | Tal Benyezri, Ludovic Carquet & Therry Marie-Louise pour LNT Musik SAS | 3:37             |                  |                  |                  |                  |
| 8.               | Comme un samedi soir       | Tal Benyezri, Sam's, Ludovic Carquet, Therry Marie-Louise, Ralph Beaubrun | Tal Benyezri, Ludovic Carquet, Therry Marie-Louise, Ralph Beaubrun              | Tal Benyezri, Ludovic Carquet & Therry Marie-Louise pour LNT Musik SAS | 3:20             |                  |                  |                  |                  |
| 9.               | L'amour me donne des ailes | Tal Benyezri, Sam's, Ludovic Carquet, Ralph Beaubrun                      | Tal Benyezri, Ludovic Carquet, Therry Marie-Louise, Ralph Beaubrun              | Tal Benyezri, Ludovic Carquet & Therry Marie-Louise pour LNT Musik SAS | 3:58             |                  |                  |                  |                  |
| 10.              | Not So Serious             | Tal Benyezri, Emmanuel Beaubrun                                           | Tal Benyezri, Ludovic Carquet, Therry Marie-Louise, Ralph Beaubrun              | Tal Benyezri, Ludovic Carquet & Therry Marie-Louise pour LNT Musik SAS | 3:23             |                  |                  |                  |                  |
| 34:17            |                            |                                                                           |                                                                                 |                                                                        |                  |                  |                  |                  |                  |

| Édition collector | Édition collector                          | Édition collector                                    | Édition collector                                                  | Édition collector                                                 | Édition collector | Édition collector | Édition collector | Édition collector | Édition collector |
| No                | Titre                                      | Paroles                                              | Musique                                                            | Réalisateur(s)                                                    | Durée             |                   |                   |                   |                   |
| ----------------- | ------------------------------------------ | ---------------------------------------------------- | ------------------------------------------------------------------ | ----------------------------------------------------------------- | ----------------- | ----------------- | ----------------- | ----------------- | ----------------- |
| 11.               | A.D.N. (Acoustic Version)                  | Tal Benyezri, Raphaël Herrerias, Sam's               | Tal Benyezri, Ludovic Carquet, Therry Marie-Louise, Ralph Beaubrun | Tal Benyezri, Ludovic Carquet & Therry Marie-Louise LNT Musik SAS | 3:43              |                   |                   |                   |                   |
| 12.               | L'amour me donne des ailes (Retro Version) | Tal Benyezri, Sam's, Ludovic Carquet, Ralph Beaubrun | Tal Benyezri, Ludovic Carquet, Therry Marie-Louise, Ralph Beaubrun | Tal Benyezri, Ludovic Carquet & Therry Marie-Louise LNT Musik SAS | 3:24              |                   |                   |                   |                   |
| 13.               | Carnaval (Bonus Track)                     | Tal Benyezri, Soprano, Ralph Beaubrun                | Tal Benyezri, Ludovic Carquet, Therry Marie-Louise, Ralph Beaubrun | Tal Benyezri, Ludovic Carquet & Therry Marie-Louise LNT Musik SAS | 3:13              |                   |                   |                   |                   |
| 44:37             |                                            |                                                      |                                                                    |                                                                   |                   |                   |                   |                   |                   |

| Édition collector Auchan | Édition collector Auchan           | Édition collector Auchan     | Édition collector Auchan                                           | Édition collector Auchan                                          | Édition collector Auchan | Édition collector Auchan | Édition collector Auchan | Édition collector Auchan | Édition collector Auchan |
| No                       | Titre                              | Paroles                      | Musique                                                            | Réalisateur(s)                                                    | Durée                    |                          |                          |                          |                          |
| ------------------------ | ---------------------------------- | ---------------------------- | ------------------------------------------------------------------ | ----------------------------------------------------------------- | ------------------------ | ------------------------ | ------------------------ | ------------------------ | ------------------------ |
| 14.                      | Al Tashlicheni (Acoustic Version)  | Medina Avihoo                | Tal Benyezri                                                       | Tal Benyezri, Ludovic Carquet & Therry Marie-Louise LNT Musik SAS | 1:56                     |                          |                          |                          |                          |
| 15.                      | Love Is Gettin' Loud (Bonus Track) | Tal Benyezri, Ralph Beaubrun | Tal Benyezri, Ludovic Carquet, Therry Marie-Louise, Ralph Beaubrun | Tal Benyezri, Ludovic Carquet & Therry Marie-Louise LNT Musik SAS | 3:13                     |                          |                          |                          |                          |
| 49:46                    |                                    |                              |                                                                    |                                                                   |                          |                          |                          |                          |                          |

| DVD édition collector | DVD édition collector       | DVD édition collector                           | DVD édition collector | DVD édition collector | DVD édition collector | DVD édition collector | DVD édition collector | DVD édition collector | DVD édition collector |
| No                    | Titre                       | Réalisateur(s)                                  | Durée                 |                       |                       |                       |                       |                       |                       |
| --------------------- | --------------------------- | ----------------------------------------------- | --------------------- | --------------------- | --------------------- | --------------------- | --------------------- | --------------------- | --------------------- |
| 1.                    | Clip officiel Mondial       | Alain Guillerme et Lucas Sensi pour La Sucrerie | 3:25                  |                       |                       |                       |                       |                       |                       |
| 2.                    | Making-of du clip Mondial   | Charles Jacquier pour La Sucrerie               | 3:58                  |                       |                       |                       |                       |                       |                       |
| 3.                    | Clip officiel Juste un rêve | SJD pour Les Autres MGMT                        | 3:22                  |                       |                       |                       |                       |                       |                       |
| 4.                    | Juste un rêve / Docu        | SJD pour Les Autres MGMT                        | 7:32                  |                       |                       |                       |                       |                       |                       |
| 18:17                 |                             |                                                 |                       |                       |                       |                       |                       |                       |                       |

## Vidéoclips (DVD)
1. Mondial (Clip officiel) - 3:24
2. Juste un rêve (Clip officiel) - 3:21
3. A.D.N. (Clip officiel) - 4:06
4. L'amour me donne des ailes (Clip officiel) - 2:36

## Classement
| Classement                   | Meilleure position |
| ---------------------------- | ------------------ |
| Belgique (Wallonie Ultratop) | 12                 |
| France (SNEP Megafusion)     | 2                  |
| Suisse (Schweizer Hitparade) | 33                 |